# Persèpolis (pel·lícula)
Persèpolis (títol original: Persepolis) és una pel·lícula francesa d'animació basada en la novel·la gràfica homònima de Marjane Satrapi dirigida per Vincent Paronnaud i produïda per Xavier Rigault i Marc-Antoine Robert. El film, amb música d'Olivier Bernet, va ser candidat a la Palma d'Or i va guanyar el Premi del Jurat del 60è Festival Internacional de Cinema de Canes. També va aconseguir el Premi Especial del Jurat al Festival Internacional de Cinema Cinemanila i va ser seleccionada per a ser la pel·lícula inaugural de la Setmana Internacional de Cinema de Valladolid. S'ha doblat i subtitulat al català.

## Argument
Marjane és una nena vivint al Teheran de finals de la dècada del 1970, al si d'una família liberal. Durant aquesta època primerenca, malgrat el règim del Xa i els abusos de poder, Marjane té contacte amb idees polítiques progressistes. Posteriorment a la caiguda de Mohammad Reza Pahlavi, arriba la revolució islàmica que fa que aparegui una altra història i un altre canvi a la vida tant de Marjane com de l'Iran sencer. Quan els fonamentalistes prenen el poder de manera autoritària, obliguen les dones a portar vel i empresonen milers de persones. Marjane imagina els avantatges del món occidental mentre pateix el terror de la persecució al seu país. Quan arriba a l'adolescència, és enviada a un liceu francès a Viena mentre augmenta el fonamentalisme al seu país, devastat per la guerra entre l'Iraq i l'Iran (1980-1988).